# スピコメルス
スピコメルス（学名 : Spicomellus、「スパイクの首輪」の意味）は、モロッコのエル・メルス層群（バトニアン-カロビアン）から発見された、絶滅した原始的な曲竜類恐竜の属。本属には、癒合した皮骨板を持つ単一の肋骨から既知されているスピコメルス・アフェル（Spicomellus afer）一種のみが含まれる。スピコメルスは、命名された最古の曲竜類である。

## 発見と命名
スピコメルスのホロタイプ標本 NHMUK PV R37412 は、モロッコのフェズ＝メクネス地方ブルマーヌのブラファ近郊のエル・メルス層群で発見された。標本は後にロンドン自然史博物館へディーラーから譲渡された。標本は、4本の骨化した棘を持つ、1本の肋骨から構成されている。ホロタイプはコンピュータ断層撮影が行われ、組織学的に切断され、曲竜類であることが確認された。
2021年、スザンナ・メイドメントらはこれらの化石に基づき、スピコメルス・アファーを新属新種の装盾類曲竜類として記載された。属名の Spicomellus は、ラテン語で「スパイク」を意味する "spicus" と「首輪」や「襟」を意味する "mellus" を組み合わせたものである。種小名の afer は、ラテン語で「アフリカに生息するもの」を指す。
ジュラ紀のローラシア大陸の堆積物からは、多種多様な寛脚類が発見されているが、ゴンドワナ大陸の場合の化石は稀である。スピコメルスは、アドラティクリットに続き北アフリカで2番目に記載された寛脚類の分類群である。

## 概要
ホロタイプの保存された皮骨板の棘は骨に直接癒合しており、これはスピコメルスに特有の特徴であり、他の脊椎動物では知られていなかった。プロトゥベルム（キノドン類）やエウスコロスクス（偽鰐類）などの先史時代の動物の中には、表面的には類似し、変形した肋骨を持つものもいた。他の既知の曲竜類と異なり、皮骨板は骨と癒合しているのではなく、筋肉組織に埋め込まれていた。全長は3 m（メートル）と推定された。

## 分類
ホロタイプの予備的評価により、研究者らはこの種が剣竜類との関係性があると考えるようになった。メイドメントらは、2021年に記載したスピコメルスの記述内で、スピコメルスを原始的な曲竜類と位置付ける根拠となるいくつかの証拠について論じた。硬骨魚類の中には顎に歯が癒着しているものが存在することから、肋骨が実際には顎の一部である可能性も考えられた。しかし、魚類の歯の重要な構成要素である象牙質の証拠がないため、この分類方法は支持できないと他の研究者らは唱えた。肋骨のT字型の断面に基づき、スピコメルスは寛脚類に分類されると考えられた。さらに、皮骨板の構造繊維は合板のような配置で絡み合っており、これは曲竜類では見られるが、他の装盾類では見られなかった。
スピコメルスは、現在世界中で命名されている曲竜類の内、最古のものとして既知されている。また、同様の時代の曲竜類はほとんど知られていない。下顎の一部が発見されたサルコレステスは、イングランドのオックスフォード粘土層で発見され、カロビアンに遡る。スコットランドスカイ島のバッジョシアンのベアレレイグ砂岩層から発見された未命名の装盾類はスピコメルスよりも最古である可能性があるが、これらの断片的な化石が剣竜類のものか曲竜類のものかは不明である。

## 古生態学
スピコメルスは、モロッコのエル・メルス層群から知られている。これは中期ジュラ紀にはゴンドワナ大陸の一部であったと考えられている。スピコメルスは、竜脚類の"ケティオサウルス"・モグレビエンシスや剣竜類のアドラティクリット、ティレオサウルスと共存していた。この生態系の捕食者は、不確定な獣脚類（おそらくメガロサウルス科）で構成されていた。竜脚類のアトラサウルスも、同時代のゲティワ層から発見されたことが知られている。
スピコメルスの発見は、2つの主要な装盾類（曲竜類と剣竜類）が2000万年以上共存していたことを示し、前期白亜紀の剣竜類の絶滅は、当時の曲竜類の多様性の増加以外の理由で起こった可能性があることを示唆している。
この地域の堆積学と地層学を記載した著者らによる研究では、大陸の混合砕屑岩、蒸発岩、炭酸塩岩を含む浅海堆積環境が示唆された。